# 베네수엘라의 코로나19 범유행
다음은 베네수엘라의 코로나19 범유행 현황에 대한 설명이다.

## 경과
2019~2020년 코로나 바이러스 질병 전염병 동안 베네수엘라에서 코로나19에 걸린 처음 두 환자는 2020년 3월 13일에 확인되었다. 3월 26일, 첫 사망이 보고되었다.
베네수엘라는 지속적인 사회 경제적, 정치적 위기로 인해 식량 공급 부족과 의료 용품을 포함한 기본 필수품의 부족으로 인해 대유행에 취약하다. 베네수엘라 의사의 대량 이민으로 인해 병원의 만성적인 직원 부족이 발생했다. 병원은 안구 보호대, 장갑, 마스크 및 비누를 포함한 만성적 인 공급 부족으로 어려움을 겪고 있으며 지속적인 자원 부족으로 인해 병원은 지속적으로 만성적인 직원 부족을 처리해야하므로 많은 수의 감염된 환자를 치료하는 것에 대한 대응이 훨씬 더 어려워지고 있다.
질병의 확산을 막기 위해 브라질과 콜롬비아 정부는 일시적으로 베네수엘라와 국경을 폐쇄했다.

## 통계

### 지역별 분포
| Federal entity         | Number of reported cases |
| ---------------------- | ------------------------ |
| Amazonas               | 2,101                    |
| Anzoátegui             | 10,125                   |
| Apure                  | 12,566                   |
| Aragua                 | 14,493                   |
| Barinas                | 8,936                    |
| Bolívar                | 12,755                   |
| Caracas                | 57,344                   |
| Carabobo               | 18,339                   |
| Cojedes                | 5,830                    |
| Delta Amacuro          | 2,231                    |
| Falcón                 | 9,835                    |
| Dependencias Federales | 230                      |
| Guárico                | 2,740                    |
| Lara                   | 16,497                   |
| Mérida                 | 12,836                   |
| Miranda                | 44,881                   |
| Monagas                | 8,987                    |
| Nueva Esparta          | 15,655                   |
| Portuguesa             | 3,934                    |
| Sucre                  | 9,125                    |
| Táchira                | 13,121                   |
| Trujillo               | 5,293                    |
| Vargas                 | 20,465                   |
| Yaracuy                | 28,865                   |
| Zulia                  | 28,966                   |
| Total                  | 366,150                  |

### 기원별
| Country         | Number of imported cases |
| --------------- | ------------------------ |
| 브라질          | 2                        |
| 콜롬비아        | 10                       |
| 도미니카 공화국 | 3                        |
| 이탈리아        | 3                        |
| 페루            | 1                        |
| 스페인          | 21                       |
| 미국            | 3                        |
| Total           | 43                       |

## 같이 보기
- 남아메리카의 코로나19 범유행